# 埃勞維瑟爾湖

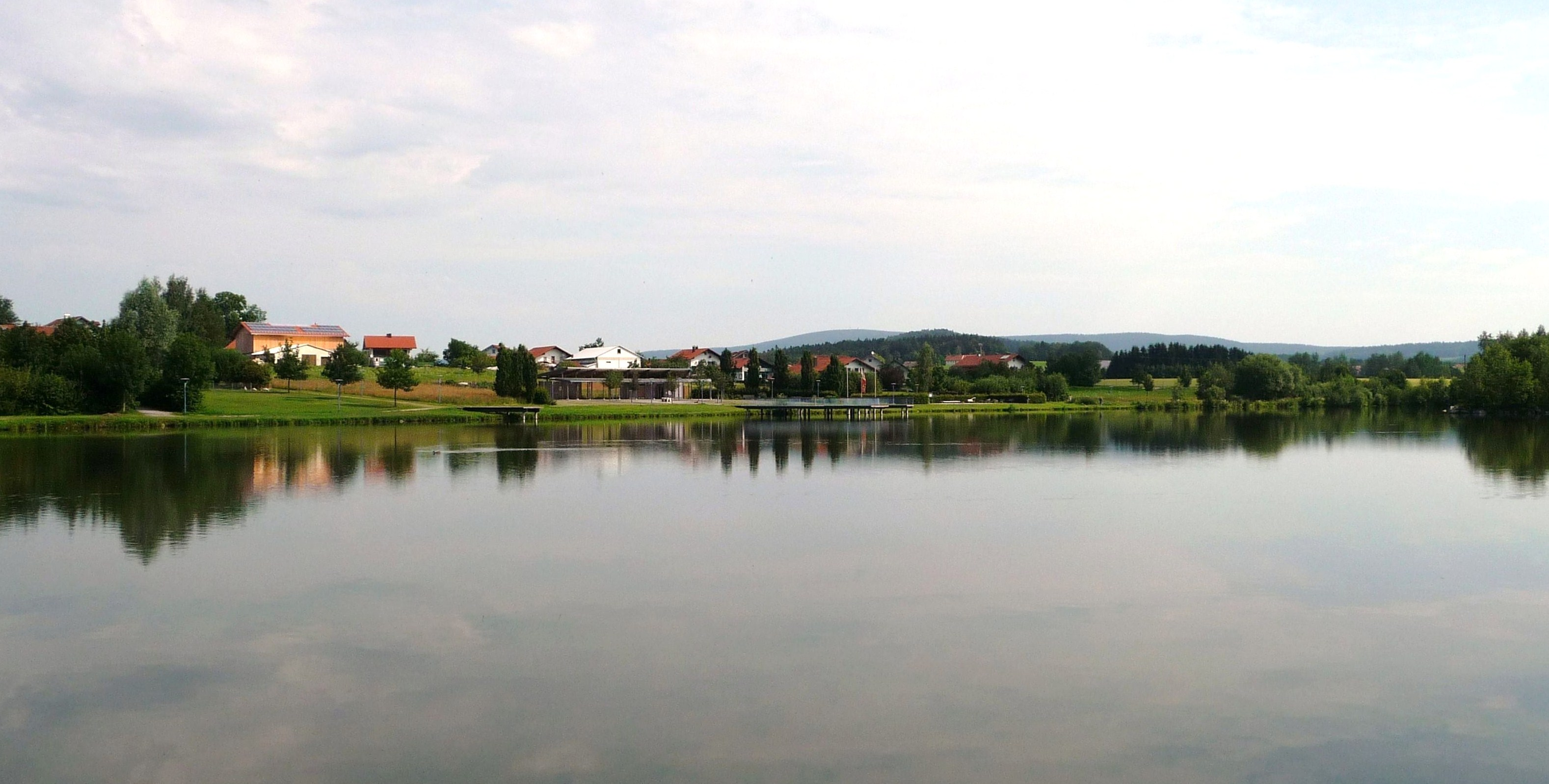

48°43′12″N 13°38′24″E / 48.72000°N 13.64000°E
埃勞維瑟爾湖（德語：Erlauzwieseler See），是德國的湖泊，位於該國東南部，由巴伐利亞州負責管轄，處於弗賴翁-格拉弗瑙縣，長5.6公里、寬1.6公里，面積0.08平方公里，海拔高度595米，水體容量13萬立方米。